# Jenny Zanelli
Jenny Zanelli (ur. 27 maja 1919 w Wiedniu, zm. ?) – włoska florecistka, trzykrotna medalistka mistrzostw świata.
Podczas mistrzostw świata w Kopenhadze w 1952 roku Włoszki w składzie: Irene Camber, Alberta Lorenzoni, Velleda Cesari, Silvia Strukel i Jenny Zanelli zdobyły brąz w zawodach drużynowych. W rywalizacji drużynowej zdobyła następnie brązowy medal na mistrzostwach świata w Brukseli (1953) oraz złoty na mistrzostwach świata w Paryżu (1957).
Nigdy nie wzięła udziału w igrzyskach olimpijskich.